# Biomphalaria stanleyi
Biomphalaria stanleyi е вид коремоного от семейство Planorbidae.

## Разпространение
Видът е разпространен в Бурунди, Демократична република Конго и Уганда.